# 青山村站
青山村站（英語：Tsing Shan Tsuen Stop）是輕鐵的車站之一，代號040，屬單程車票第2收費區（往元朗方向為首個單程車票第2收費區的車站），共有2個月台，共有3條輕鐵路綫途經此站，青山村站處於青雲路近業旺路，在青山村東面。

## 車站結構

### 車站樓層
| 地面              | 出口 | 青山村 |   |  |
| 地面              | 月台 | \| 側式 · 開左邊车门 \| \| \| \| \| \| \| \| 輕鐵610綫往元朗（青雲） 輕鐵615綫往元朗（青雲） 輕鐵615P綫往兆康（青雲） \| 1 \| \| \| \| 2 \| 輕鐵610綫往屯門碼頭（龍門） 輕鐵615綫往屯門碼頭（龍門） 輕鐵615P綫往屯門碼頭（龍門） \| \| \| \| 側式 · 開左邊车门 \| \| \| \| \| |   |  |
| 地面              | 出口 | 青雲路 |   |  |
| 側式 · 開左邊车门 |      | |   |  |
|                   |      | 輕鐵610綫往元朗（青雲） 輕鐵615綫往元朗（青雲） 輕鐵615P綫往兆康（青雲） | 1 |  |
|                   | 2    | 輕鐵610綫往屯門碼頭（龍門） 輕鐵615綫往屯門碼頭（龍門） 輕鐵615P綫往屯門碼頭（龍門） |   |  |
| 側式 · 開左邊车门 |      | |   |  |

### 車站周邊
- 青山村
- 青山禪院（青山寺 / 杯渡寺）
- 曉巒
- 富盈軒
- 南豐工業城
- 聖公會青山聖彼得堂
- 聯昌製罐中心
- 仁濟醫院第二中學
- 裘錦秋中學 (屯門)
- 圓覺禪院
- 業旺邨

## 接駁交通
本站並沒有鄰近的北行巴士站。
鄰近的南行巴士站為聖彼得堂，以下為停靠該站路線：
本站在地理上與屯馬綫屯門站較近，但卻沒有直接的輕鐵路線可到屯門站。如果要用最近的屯門站轉乘西鐵綫或屯門市中心一帶購物，需要步行到龍門站或青雲站搭乘港鐵巴士506線，或乘輕鐵至鳴琴站轉乘香港輕鐵505綫才可以抵達上述兩處，為鄰近的仁濟醫院第二中學及裘錦秋中學（屯門）師生所詬病。
2017年，天后橋完工，居民只需在此輕鐵站步行5分鐘泥路，或是穿過嚤囉山，就可以徒步經天后橋直達屯門命脈地帶，即由接近1小時縮短至27分鐘。

## 外部連結
- 港鐵公司 - 輕鐵街道圖 （页面存档备份，存于）
- 港鐵公司 - 輕鐵行車時間表 （页面存档备份，存于）